# Bataille de Wad Madani
Conflit soudanais de 2023
Batailles
Prélude :
- Guerre du Darfour
- Révolution soudanaise
- Transition démocratique soudanaise
  - Coup d'État de 2021 au Soudan

Batailles :
- Khartoum
  - Aéroport (en)
  - Laboratoire (en)
  - Mayo (en)
  - Banque centrale
  - Hôpital du Nil oriental
  - Usine militaire de Yarmouk (en)
- Darfour
  - Al-Genaïna
  - Nyala
  - El Fasher
  - Zalingei (en)
  - Koutoum (en)
  - Kabkabiya (en)
  - Foro Baranga (en)
- Merowe
- El Obeid (en)
- Kadougli (en)
- Wad Madani

Crimes de guerre :
- Misterei

Crise humanitaire :
- Impact humanitaire (en)
- Crise des réfugiés
- Déportation des Érythréens (en)
- Évacuation de ressortissants étrangers (en)
  - Allemands (en)
  - Français
  - Indiens (en)

Autres :
- Chronologie (en)
- Engagements militaires (en)
- Traité de Djeddah (2023) (en)

La bataille de Wad Madani est une bataille de la guerre au Soudan opposant les Forces armées soudanaises (FAS) et les Forces de soutien rapide (FSR), dont l'enjeu est le contrôle de Wad Madani, la capitale de l'État d'Al-Jazirah, dans le centre-est du Soudan. La bataille se termine sur une victoire des FSR le 19 décembre 2023.

## Contexte
Les États d'Al-Jazirah et du Nil Blanc sont historiquement considérés comme des bastions des FAS. Rien que dans l'État d'Al-Jazirah, plus de 40 000 personnes sont mobilisées au sein des FAS. Avant la bataille, le dirigeant de facto du Soudan, Abdel Fattah al-Burhan, se rend régulièrement dans les villes du sud du pays, dont Wad Madani, qui servent de centres de formation pour les nouvelles recrues des FAS.
Pendant la majeure partie de la guerre, la bataille de Khartoum reste dans l'impasse. Cependant, le 11 novembre, le pont Shambat (en) sur le Nil est détruit, privant les FSR d'une voie d'approvisionnement cruciale vers la rive ouest du fleuve. Ayant besoin d'un nouveau passage, les FSR attaquent la ville de Jebel Aulia, à la frontière avec les États du Sud, pour capturer le barrage de Jebel Aulia. Après une semaine de combats, les FSR capturent les deux. La prise de Jebel Aulia permet aux FSR d'accéder au sud. Par la suite, les FSR sont aperçues pour la première fois dans les États d'Al-Jazirah, du Nil Blanc et plus tard d'Al Qadarif. Le 14 décembre, les FSR mènent un raid dans le nord d'Al-Jazirah, capturant la ville d'Abu Guta sans résistance et prenant ainsi pied dans l'État.

## Déroulement
La bataille commence le 15 décembre par une manœuvre de flanc des FSR qui contournent la ville de Rufaa (en), dans le nord du pays, et menacent de couper les forces des FAS, obligeant ces dernières à se replier sur Wad Madani même. Les FSR entrent ensuite rapidement dans les banlieues de la ville d'Abu Haraz et de Hantoob, sur la rive orientale du Nil Bleu.
La plupart des combats ont lieu à Hantoob alors que les FSR se concentrent sur la capture du pont stratégique de Hantoob sur le Nil Bleu. Les FAS affirment que le premier assaut des FSR contre la ville a été repoussé par des frappes d'artillerie lourde et aériennes, incitant les civils à célébrer dans les rues. Cependant, il est révélé plus tard que ces attaques n'ont pas réussi à endiguer l'avancée des FSR. La crainte des « cellules dormantes » des FSR se répand dans toute la ville et des civils commencent à être arrêtés, principalement sur des bases ethniques. Après trois jours de combats, les FSR capture une base militaire qui garde l'extrémité est du pont.
Après la prise du pont, les FSR envahissent la ville proprement dite et avancent rapidement vers son marché principal. Les défenses des FAS s'effondrent alors que le contrôle des FSR s'étend rapidement aux principaux bâtiments gouvernementaux de la ville, dont le quartier général de la 1re division d'infanterie et le commissariat central de police. Les FAS abandonnent leurs positions et fuient vers les États voisins, laissant le reste de la ville sans combat ou presque. Cependant, les poches isolées des FAS continuent de résister autour du quartier général de la 1re division d'infanterie jusqu'à ce qu'elles soient éliminées, tandis que les frappes aériennes des FAS persistent.

## Conséquences
La perte de Wad Madani est décrite comme un « tournant majeur » dans la guerre par Al Jazeera. Cette défaite étonne le Soudan et un sentiment de colère se répand parmi les cercles soudanais. Certains habitants déclarent perdre confiance en la capacité des FAS à les protéger et à arrêter les FSR. Un expert affirme que la perte de la ville freinera l'opinion publique en faveur de Burhan et de son gouvernement.
L'armée est ensuite critiquée pour sa conduite dans la ville. Les appels à la démission de Burhan et à un changement de stratégie militaire se multiplient. Un coup d'État qui renverserait le commandement militaire est également de plus en plus soutenu. Les analystes préviennent toutefois qu'une telle décision risquerait de fragmenter les FAS. Celles-ci déclarent mener une enquête sur les raisons pour lesquelles les militaires se sont retirés de la ville.
Les forces armées soudanaises la reprennent finalement le 11 janvier 2025.

## Analyse
La prise de Wad Madani donne aux FSR la liberté de mouvement dans tout l'État d'Al-Jazirah et l'accès à d'autres grandes villes de la région fertile de Butana, notamment Al-Qadarif, Kosti et Sannar, ce qui rend difficile la concentration des forces des FAS.
Hussein Rabah, un expert militaire soudanais, décrit Wad Madani comme le « poumon du Soudan », un carrefour important pour le pays. Il déclare que sa capture a effectivement coupé les régions du Darfour et du Kordofan, ainsi que les États de Khartoum et du Nil Blanc, de l'armée. Cameron Hudson, ancien responsable américain et expert de la Corne de l'Afrique, pense que Burhan se tournera probablement vers l'Érythrée ou l'Iran dans l'espoir de renverser la tendance en faveur des FAS.

## Déplacement de population
Partout au Soudan, des millions de personnes sont déplacées à cause de la guerre. Avant le début de la bataille, Wad Madani est la zone la plus fréquentée par les civils déplacés et est généralement considérée comme un refuge sûr. Les États-Unis exhortent les FSR à stopper leur avancée dans l'État d'Al-Jazirah et l'attaque sur Wad Madani, affirmant que cela mettrait les civils en danger et entraverait les efforts de secours. Le 18 décembre, l'Organisation internationale pour les migrations estime qu'entre 250 000 et 300 000 personnes ont fui l'État depuis le début des hostilités. La plupart des groupes humanitaires suspendent leur travail dans la ville après le début des combats.